# Aribert Mog

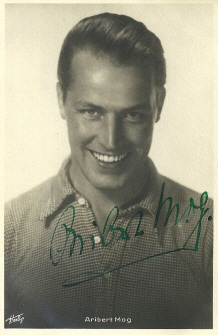
Aribert Mog

Karl Gustav Otto Aribert Mog, auch Aribert Moog, (* 3. August 1904 in Berlin; † 2. Oktober 1941 in Nowa Trojanowa an der Desna, Sowjetunion) war ein deutscher Schauspieler.

## Leben
Aribert Mog wurde als Sohn der katholischen Eheleute, des Hauptmanns Philipp Karl Gustav Albert Mog (geboren am 1. August 1857 in Trier;; gestorben am 29. Februar 1928 in Frankfurt am Main) und der Maria Emma Luise geb. Huba geboren. Mit dem Interesse seinem Vater als Berufsoffizier zu folgen, nahm Aribert Mog nach dem Ersten Weltkrieg 15-jährig als Freikorps-Mitglied am Sturmangriff auf den St. Annaberg in Oberschlesien teil. Später studierte er mehrere Semester Staatsrecht und Nationalökonomie. Weltreisen führten ihn unter anderem nach Alaska. Mog äußerte sich zu dieser Lebensphase vor der Schauspielerei wie folgt: „Vorher war ich ein ganz roher Bursche. Ich war Matrose und habe zwei Jahre in der Arktis unter Robbenfängern und in Alaska unter Pelztierjägern gelebt.“ Anschließend sei er in Berlin in das Umfeld von „Filmleuten geraten“.
Dann entschied Aribert sich für die Schauspielerei und trat an Berliner Bühnen wie dem Deutschen Künstlertheater, dem Thaliatheater und der Volksbühne auf. Zugleich übernahm er ab 1929 häufig Filmrollen als Held und Draufgänger.
Bei Der Ruf des Nordens wirkte er zudem als Trenkers Berater mit. Der gutaussehende Mog verkörperte zumeist Liebhaber „... ich hätte noch viel mehr filmen können. Aber ich wollte mich nicht zum Filmliebhaber stempeln lassen, wollte freie Wahl haben und mir Charakterrollen aussuchen können.“ 1932 spielte er an der Seite von Hedwig Kiesler in dem Skandalfilm Ekstase. Unter den Nationalsozialisten verboten, sorgte er zwar für grenzüberschreitende Bekanntheit der Hauptdarsteller, wirkte aber zunächst nicht förderlich für die Karriere. Mog drehte weiterhin Filme, aber meist nur mit kleinen Rollen. 1934 konnte er mit seiner Darbietung als Kapellmeister in der Filmbiographie des Lebens von Therese Krones in Ihr größter Erfolg die Kritiker überzeugen – „Aribert Mog hat sich endlich bis zu einer großen, sichtbaren Rolle durchgebissen, der deutsche Film ist um einen sympathischen Liebhaber reicher.“ 1936 hatte er einen wichtigen Part in dem Mysterienspiel Fährmann Maria mit Sybille Schmitz zu verzeichnen, bevor schließlich wieder nur kleinere Rollen folgten. In Der Etappenhase (1937), Musketier Meier III, Fahrendes Volk (beide 1938) und seinem letzten Film, dem Propagandafilm Wunschkonzert war er als Offizier zu sehen. Mog wirkte auch in dem Propagandafilm Der Fuchs von Glenarvon mit.
Bereits vor der „Machtergreifung“ der Nationalsozialisten war Mog Mitglied im völkisch gesinnten, antisemitischen Kampfbund für deutsche Kultur und der NS-Betriebszellen-Organisation.
Aribert Mog heiratete zwei Mal. Zunächst 1936 in Freiburg im Breisgau, in Meersburg schritt er am 9. Juni 1941 mit Anna Dorothea Elisabeth Habemann zu seiner zweiten Ehe. Bereits zuvor war er 1940 zum Kriegsdienst eingezogen und nahm am Überfall auf die Sowjetunion teil. Er fiel vier Monate nach der Trauung im Oktober 1941 als Angehöriger der 3. Kompanie des Infanterieregiments 9 als Feldwebel und Offiziersanwärter in der russischen Ansiedlung Nowa Trojanowa – gut 4 km nördlich des ab 1975 errichteten Kernkraftwerks Smolensk. Als letzte Wohnadresse des Schauspielers und Spielleiters wird Berlin-Nikolassee, Prinz-Friedrich-Leopold-Str. 46 benannt.

## Filmografie
- 1928: Der Kampf der Tertia
- 1929: Durchs Brandenburger Tor
- 1929: Ins Blaue hinein
- 1929: Der Ruf des Nordens
- 1930: Westfront 1918
- 1930: Abschied
- 1930: Die Jugendgeliebte
- 1930: Eine Dirne ist ermordet worden
- 1930: Scapa Flow
- 1931: Kinder vor Gericht
- 1931: Die Koffer des Herrn O.F.
- 1931: Das Lied vom Leben
- 1931: Der Sprung ins Nichts
- 1931: Luise, Königin von Preußen
- 1933: Ekstase
- 1933: Die Wette
- 1933: Muß man sich gleich scheiden lassen
- 1933: Mädels von heute
- 1934: Ich bin Du
- 1934: Ein Mann will nach Deutschland
- 1934: Ihr größter Erfolg
- 1935: Regine
- 1935: Das Stahltier
- 1936: Die Unbekannte
- 1936: Fährmann Maria
- 1936: Die Leute mit dem Sonnenstich
- 1937: Karussell
- 1937: Der Etappenhase
- 1938: Fahrendes Volk
- 1938: Musketier Meier III
- 1938: Peter spielt mit dem Feuer
- 1939: Der Vorhang fällt
- 1940: Der Fuchs von Glenarvon
- 1940: Wunschkonzert